# Pietro Paolo Boscoli
Pietro Paolo Boscoli (Firenze, 30 giugno 1481 – Firenze, 23 febbraio 1513) è stato un politico italiano, giustiziato per aver partecipato a una congiura che intendeva assassinare i maggiori esponenti della famiglia dei Medici.

## Biografia
Pietro Paolo (Pagolo) Bòscoli nacque da monna Cosa e da Giachinotto Boscoli, appartenente a una nobile e ricca famiglia fiorentina. Come il padre e i fratelli Francesco e Giambattista era membro dell'arte del Cambio e risulta che sia stato sposato e abbia avuto un figlio.
Cresciuto nella Firenze repubblicana, ammiratore del Savonarola, non accettò la restaurazione medicea, avvenuta nel settembre del 1512. Sembra che durante una riunione di oppositori dei Medici, tenutasi nel febbraio del 1513 nella casa di Lorenzo Lenzi, gli sia stata nascostamente sottratta dal letterato Bernardino Cocci una lista di congiurati: il 18 febbraio Boscoli e una decina di altre persone furono arrestate con l'accusa di aver tramato la morte di Giuliano, di Lorenzo e del cardinale Giulio de' Medici.
Tranne il Boscoli e Agostino Capponi, tutti furono assolti: tra di essi, anche il Machiavelli, che lasciò Firenze. Si disse che non si vollero colpire tutti i congiurati, perché tra di loro vi sarebbero stati personaggi troppo in vista. Nella notte tra il 22 e il 23 febbraio 1513, il Boscoli e il Capponi furono decapitati.

### Ilconforto
Le ultime ore di Pietro Paolo Boscoli sono narrate nella Recitazione del caso di Pietro Paolo Boscoli e di Agostino Capponi di Luca della Robbia, umanista appartenente alla famiglia dei celebri scultori.
Luca era presente nella cappella ove Boscoli e Capponi, insieme con i Neri, i membri della confraternita di Santa Maria della Croce al Tempio incaricati dell'assistenza spirituale dei condannati, di cui anch'egli faceva parte, attendevano l'esecuzione della sentenza. Mentre il Capponi appariva sereno, il Boscoli era sconvolto e chiese l'assistenza di un domenicano di San Marco, il convento del Savonarola.
Intanto, rifiutati i conforti degli altri Neri, si rivolgeva al della Robbia, confidandogli di voler morire cristiano, ma di sentirsi il «cuore duro», ossia di non riuscire ad abbandonarsi spontaneamente a Dio. Il tradizionale conforto della confessione, della comunione, delle indulgenze e delle orazioni non serve, diceva, come non serve avere davanti a sé immagini sacre. Rifiutò così una piccola tavola dipinta con l'immagine di Cristo, che generalmente si offriva ai condannati: «Io starò male se non lo riconoscerò senza tavoluccia».
Quando da San Marco giunse il priore di San Domenico di Fiesole, fra Cipriano, il confessore richiesto dal Boscoli, il condannato chiese ai Neri, che cantavano i salmi penitenziali, di fare silenzio: «io non ho bisogno di cotesto romor negli orecchi, che mi offende assai. I' ho poco tempo: siate contenti star cheti, acciò che io mi possa confessare; che cotesto vostro cantare a me non giova. Se voi volete da voi piano pregar Iddio per me, di questo ve ne prego».
Poi, a fra Cipriano che lo invitava a sopportare serenamente la morte, rispose: «Padre, non perdete tempo a cotesto, perché a questo mi bastano i filosofi. Io vorre' ire intrepido alla morte, con tanta fede che affogassi il senso. Io sento in me un gran combattimento, che mi dà molestia più che la morte; perché al morire io sono resoluto». Egli, nutrito della lettura dei classici, conosceva gli esempi classici di morti affrontate senza timore, e quella del Bruto «tirannicida» era certamente la più presente alla sua mente: «Deh! Luca, cavatemi della testa Bruto, acciò ch'io faccia questo passo interamente da cristiano!», è l'esclamazione che rivela come il contrasto da lui vissuto stava tra il senso, l'angoscia di giungere alla morte non preparato da cristiano, e la fede, che per un cristiano dovrebbe vincere quella paura con la speranza di una vita eterna e beata.
Fra Cipriano gli ricordò che occorre credere a ciò che «comanda Iesu Cristo e la Santa Madre Ecclesia» e Boscoli rispose «io ho a credere ciò che comanda Cristo»; fra Cipriano aggiunse «e quel che comanda la Chiesa», e Boscoli rispose «ciò che comanda Iddio»; ancora una volta Cipriano aggiunse «e la Chiesa» e finalmente Boscoli rispose «sta bene; io lo fo».

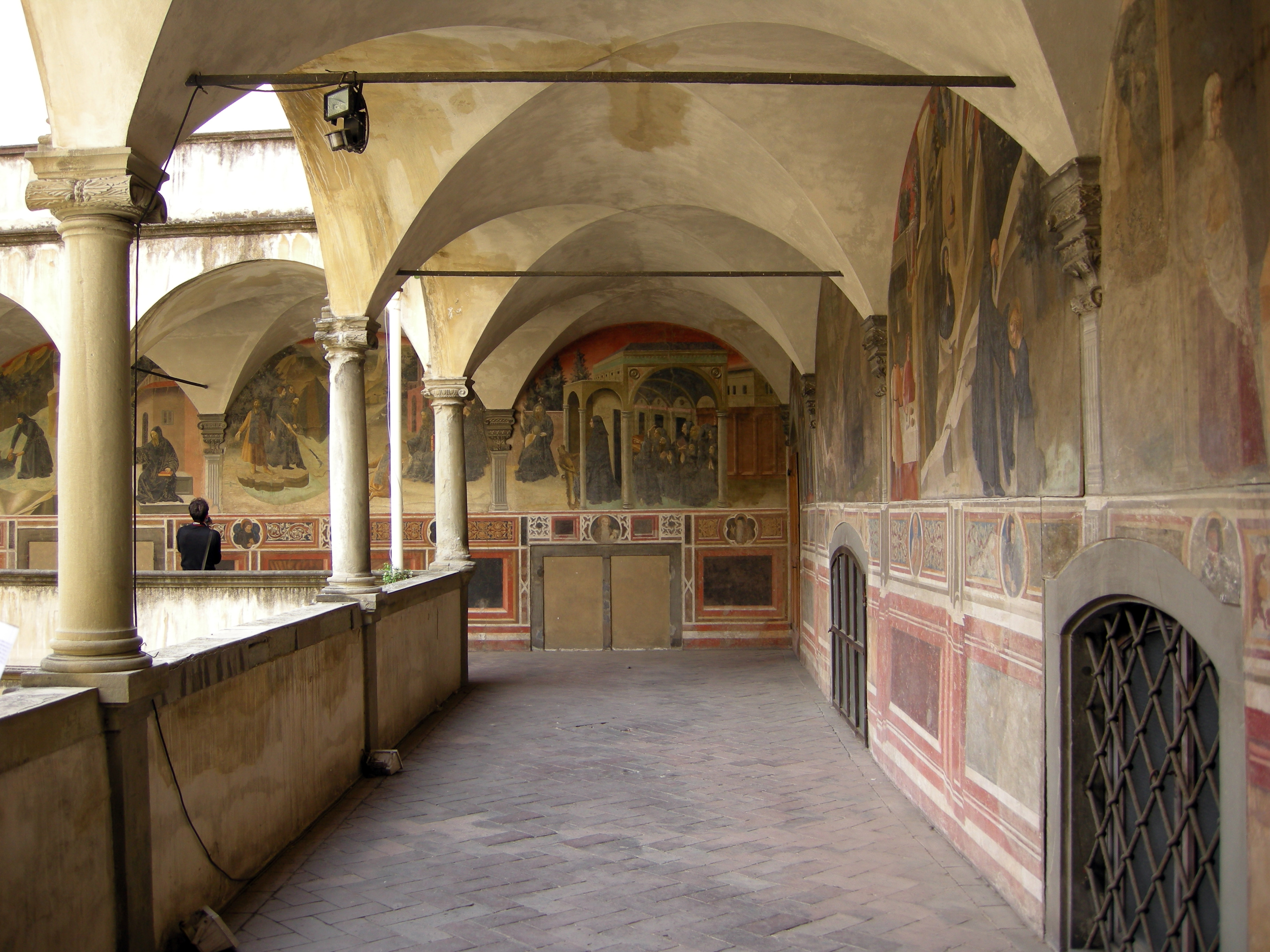
Il chiostro della Badia fiorentina

Il savonaroliano Boscoli aveva difficoltà a riconoscere il «comando» della Chiesa, tanto che a due amici, Domenico di Cante e Giovanni Covoni, giunti a dargli un estremo saluto, il riferimento alla Chiesa non c'è più: «Io ho a creder la fede; io ho avere ferma speranza che Dio mi perdonerà; e la terza è ch'io ho a sopportare questa morte per amor di Cristo, e non d'altri». Confessò ancora di non aver vinto tutti i suoi dubbi: «alla morte io sono risoluto; ma io vorrei abstrarmi tutto in Dio, e non posso. Io non mi satisfo: i' vorre' ire a questa morte intrepide; io mi vorrei congiunger con l'intelletto a Dio».
Quando giunse il momento di avviarsi al patibolo, rifiutò la cappa che copriva il volto dei condannati, salutò l'amico Luca e si avviò con fra Cipriano: gli confidò di sentire ancora «qualche combattimento». Recitava intanto un salmo e quando si trovò di fronte al boia, gli chiese di aspettare un poco, perché per tutta la notte aveva «sempre desiderato grandissima congiunzione con Dio, e non gli pareva di averla susseguita come voleva».
Non appena ebbe posta la testa sul ceppo, «il manigoldo, dandogli brevissimo spazio, di netto gli levò il capo che, così tagliato, menò alquanto la bocca». Il corpo fu portato nella vicina Badia fiorentina, dove fu sepolto.